# 刘焱 (历史学家)
刘焱（1927年1月—2020年4月17日），云南楚雄人。中国近代史学者，周恩来研究专家，南开大学历史学院教授。

## 生平
1926年农历十二月出生。1946年在北平中法大学参加革命，加入民主青年同盟。1947年6月加入中国共产党，同年8月考入南开大学插班生，历任“南系”地下党支部书记、中共天津地下党学委委员兼南开大学总支书记。1949年7月毕业于南开大学文学院哲学教育专业，获文学学士学位。1949年至1953年，任天津市学联主席、华北学联副主席，中共天津市青委常委兼秘书长，中共天津市委国际活动指导委员会委员，中共天津市委宣传部办公室副主任，天津市政协委员。
1957年在反右运动中被打为右派。1962年调任天津音乐学院教师。文化大革命期间遭受打击。1978年底获得平反。1979年4月，调入南开大学历史研究所，从事中国近代史、中共党史的教学和科研工作。曾任南开大学历史研究所副所长、周恩来研究室主任、南开大学副教务长等职务。是天津市毛泽东哲学思想研究会首任会长。
2013年10月，参加第四届周恩来研究国际学术研讨会，作《论周恩来的历史地位》课题报告。2020年4月17日病逝。

## 出版物
- 刘焱; 米镇波 (编). . 南开大学出版社. 1987年6月.
- 刘焱 (编). . 南开大学出版社. 1990年6月. ISBN 7310003217.
- 刘焱 (编). . 南开大学出版社. 1993年2月.
- 刘焱 (编). . 南开大学出版社. 1993年2月. ISBN 7310004973.
- 刘焱; 杨世钊 (编). . 重庆出版社. 1993年.
- 刘焱 (编). . 南开大学校史丛书. 南开大学出版社. 2017年11月. ISBN 9787310054596.